# Renaud de Vezins
Renaud de Vezins (comte Renaud de Lévézou de Vezins), né à Vézins-de-Lévézou dans l'Aveyron le 11 juillet 1882 et mort dans un accident de voiture dans les environs de Chartres le 21 septembre 1932, est un peintre, graveur et homme politique français. Il est issu de la famille de Lévézou de Vezins, subsistante de la noblesse française. Il a été maire de Vézins-de-Lévézou, conseiller général de l'Aveyron, président de la Société archéologique et historique de Tarn-et-Garonne et membre des conseils d'administration de plusieurs sociétés.

## Biographie
Renaud de Vezins (Marie Camille Paul Renaud de Lévézou de Vezins) nait le 11 juillet 1882 dans le château de Vézins dans l'Aveyron, propriété depuis le XIIe siècle de la famille de Lévézou de Vézins, famille noble française subsistante qui a occupé une position de premier plan dans sa province jusqu’à la Révolution française. Il est le quatrième et dernier enfant du compte Elie de Lévézou de Vezins et de son épouse Béatrix. Son père est issu de la branche du Tarn-et-Garonne de la famille, propriétaire du château de Chambord à Montauban (aujourd'hui disparu), et sa mère est issue de celle de Vezins, propriétaire du château du village. La famille alterne les séjours entre les deux demeures, selon les saisons de l'année.   
Renaud de Vezins fait sa scolarité au petit séminaire Saint-Théodard à Montauban, puis au collège Saint-Gabriel à Saint-Affrique, où il obtient son baccalauréat en 1900.       

### L'artiste
Après son baccalauréat, il se passionne pour la peinture et la sculpture et fréquente l'atelier du peintre Gaston Célarié à Montauban, puis suit les cours de l'académie Colarossi à Paris de 1903 à 1906.      
C'est vers cette époque qu'il rencontre le peintre et graveur Eugène Viala, compatriote aveyronnais, qui va le former à l'eau-forte, spécialité de Viala, et à l'aquarelle. Malgré des origines sociales et des tempéraments presque opposés, les deux hommes se lient d'amitié et se témoignent un respect mutuel, réunis par leur amour de l'art et du Lévézou, leur terre d'origine.      
Renaud de Vezins expose régulièrement ses aquarelles dans les galeries et salons parisiens, et au Salon des Artistes Méridionaux à Toulouse, à Montauban, Rodez, Millau. Il expose également des eaux-fortes au Salon des artistes français à Paris.
Dans ses aquarelles, il aime représenter les paysages découverts lors de ses voyages sur la côte Méditerranée ou Atlantique, en Italie, en Espagne, mais plus particulièrement les paysages du Lévézou, ses villages, ses forêts et ses ruisseaux, ainsi que des portraits de membres de sa famille, mis en scènes dans le décor des demeures familiales.
Ses eaux-fortes représentent des lieux emblématiques de ses deux terres d'origine, le Tarn-et-Garonne et l'Aveyron, avec des gravures comme Le Cloître de Moissac,, La Salle du Prince Noir, Bruniquel-le-Château, La Cité de Carcassonne, La Place des Couverts, qui sont présentés dans différents salons d'art.
Vers 1927, il réalise 25 eaux-fortes servant d'illustrations à l'ouvrage Les Châteaux de l'ancien Rouergue écrit par son cousin Pierre-Christian d'Yzarn-Freissinet, marquis de Valady.
Il réalise aussi des sculptures et des bas-reliefs, dont celui du monument aux morts de Vézins-de-Lévézou.
En 1929, il devient membre sociétaire de la Société des artistes français.

### L'homme politique et l'homme du monde
À côté de ses occupations artistiques, Renaud de Vezins est fortement impliqué dans la vie politique, associative et économique de la région.
De 1919 à 1932, année de sa mort, il est maire de Vézins-de-Lévézou et conseiller général de l'Aveyron. Il crée et préside le Syndicat agricole de Vézins.
En 1920, il entre à la Société des lettres, sciences et arts de l'Aveyron. En 1921, il fait partie de la Commission des Archives historiques de l'Aveyron. La même année, il est désigné pour faire partie du conseil d'administration de L'Auvergne Laitière (actuelle Société Fromagère de Riom) et de celui de L'Express du Midi (journal catholique quotidien de Toulouse et du Sud-Ouest). En 1922, il est nommé vice-président de la compagnie d'assurances La Préservatrice.
En 1923, il est élu président de la Société archéologique et historique de Tarn-et-Garonne, titre qu'il gardera jusqu'en 1932, année de sa mort, est élu de l'académie de Montauban, et en 1925 il entre au conseil d'administration de la section montalbanaise de la Croix-Rouge.    
En 1926, il est nommé par Jean d'Orléans, duc de Guise et prétendant orléaniste au trône de France, président des comités royalistes de l'Aveyron.    
Le 21 septembre 1932, en voyage dans la région d'Orléans à l'occasion du mariage d'un de ses cousins, il se tue en percutant un arbre au volant de sa Bugatti.

## Œuvres dans les collections publiques
- Musée des Beaux-Arts Denys-Puech :
  - Sous bois, aquarelle[9] ;
  - Le Cloître de Moissac, estampe[10] ;
  - Place d'Armes de Rodez, aquarelle[11].

Galerie
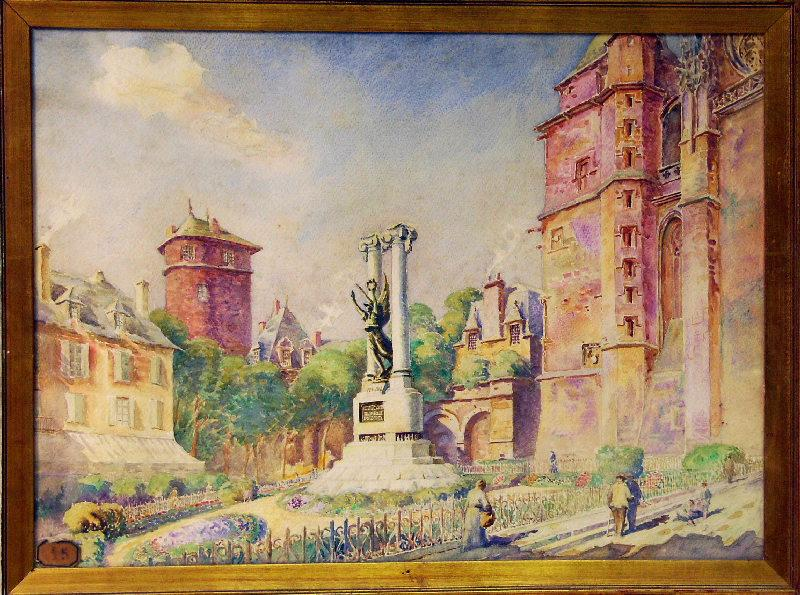
Place d'Armes de Rodez, aquarelle, Rodez, musée des beaux-arts Denys-Puech
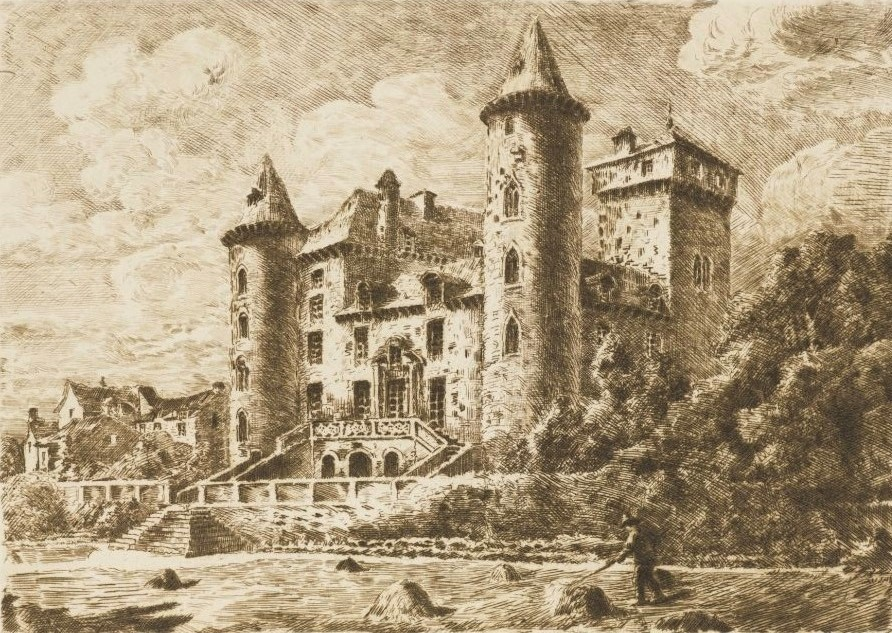
Château de Recoules, eau-forte
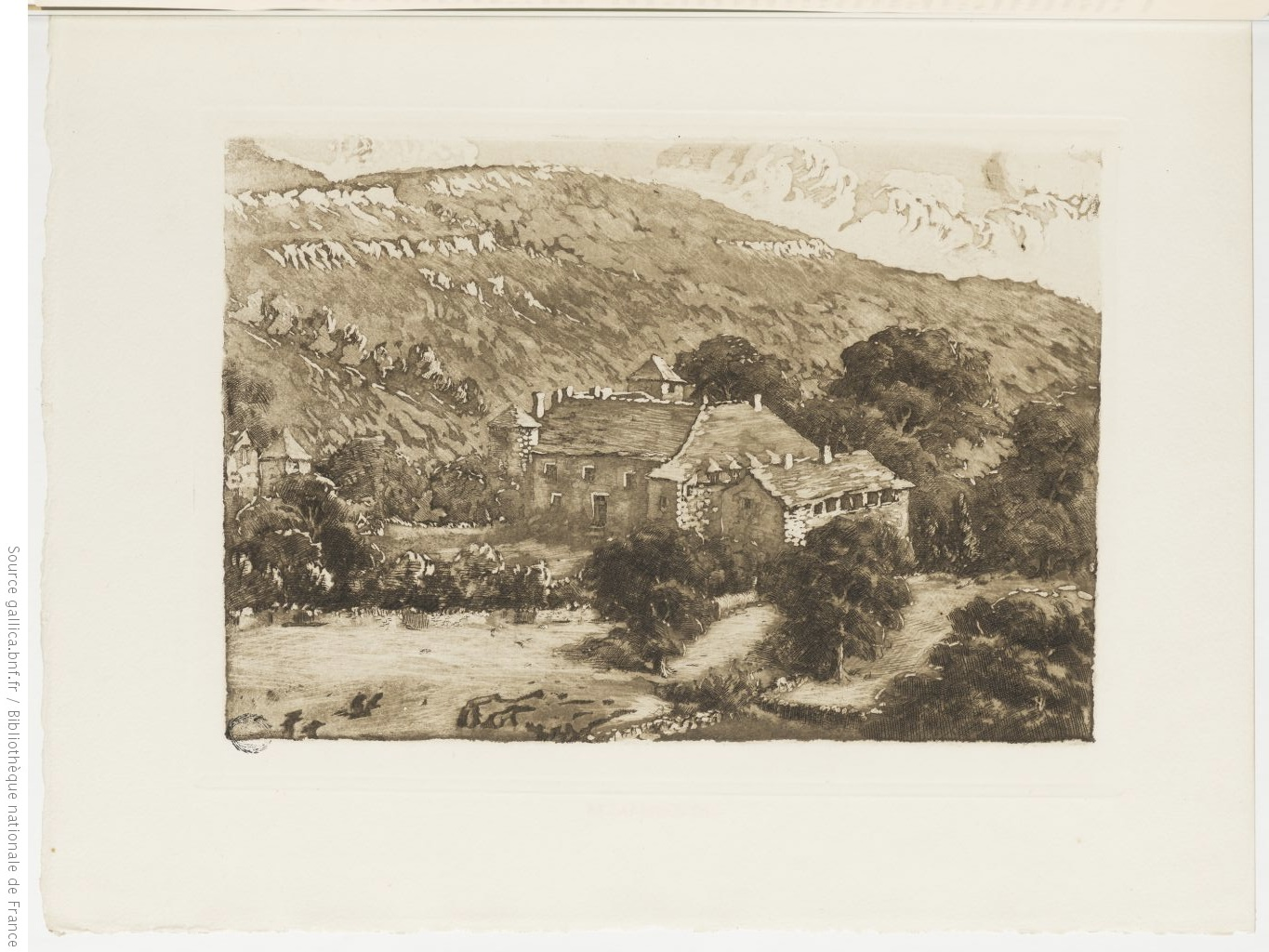
Château de Buzareingues, eau-forte
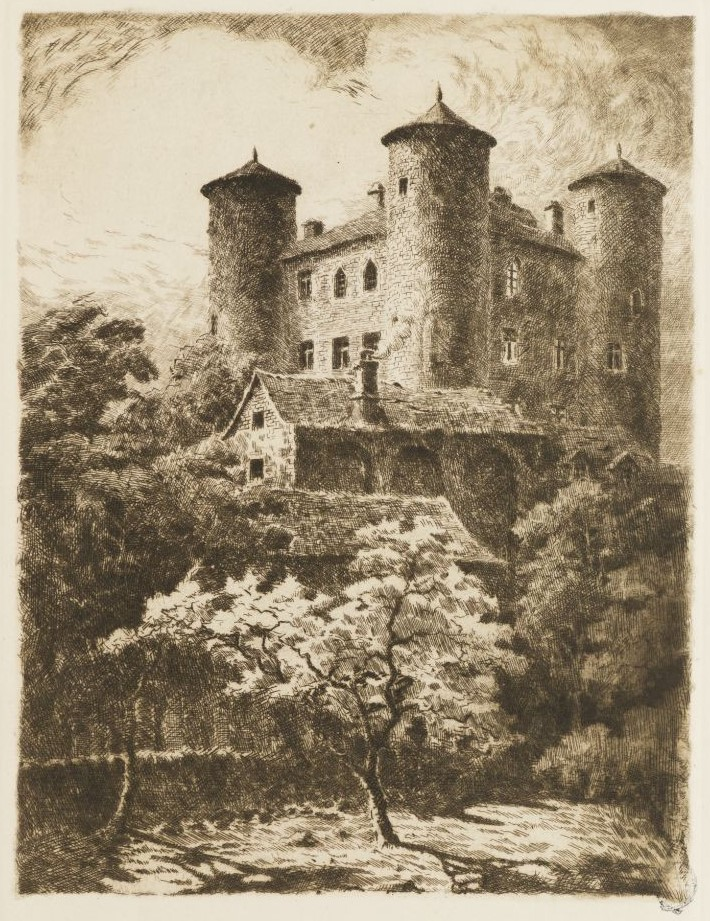
Château de Loupiac, eau-forte
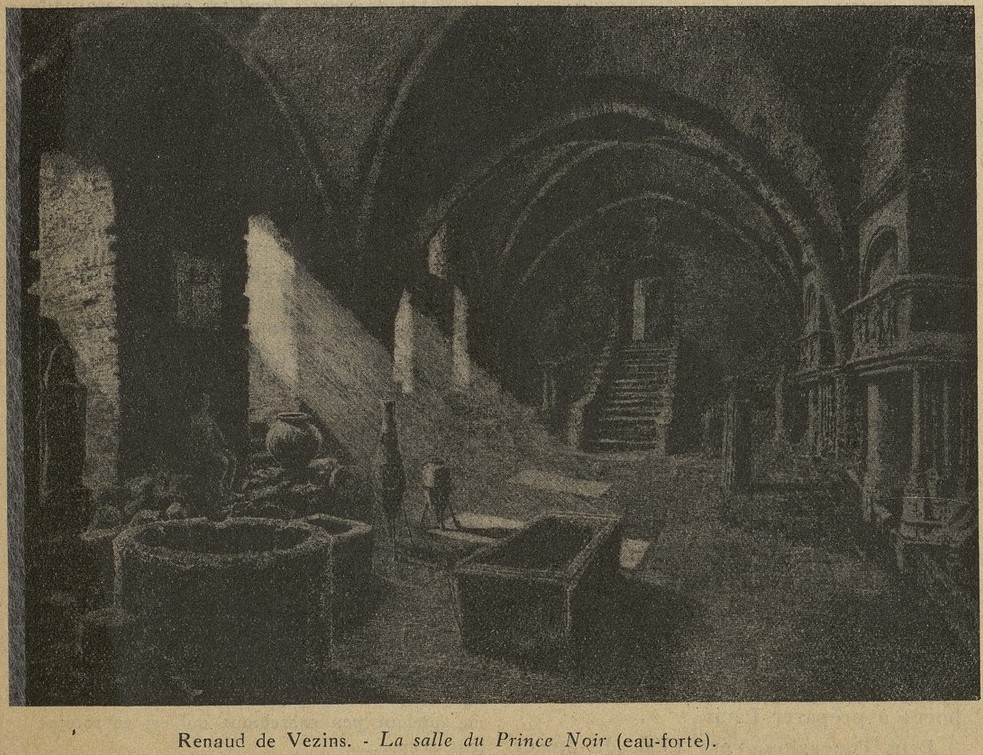
La Salle du Prince Noir, eau-forte

## Expositions
- Galerie Georges-Petit, Paris, en juin 1912.
- Société Moderne des Arts, Paris, en décembre 1912.
- Société des artistes méridionaux, Toulouse.
- Salon des artistes français, Paris.
- Salon de la Quinzaine d'Art en Quercy, Montauban, en 1938[3].

## Hommages
- Impasse Renaud-de-Vezins à Montauban[16].

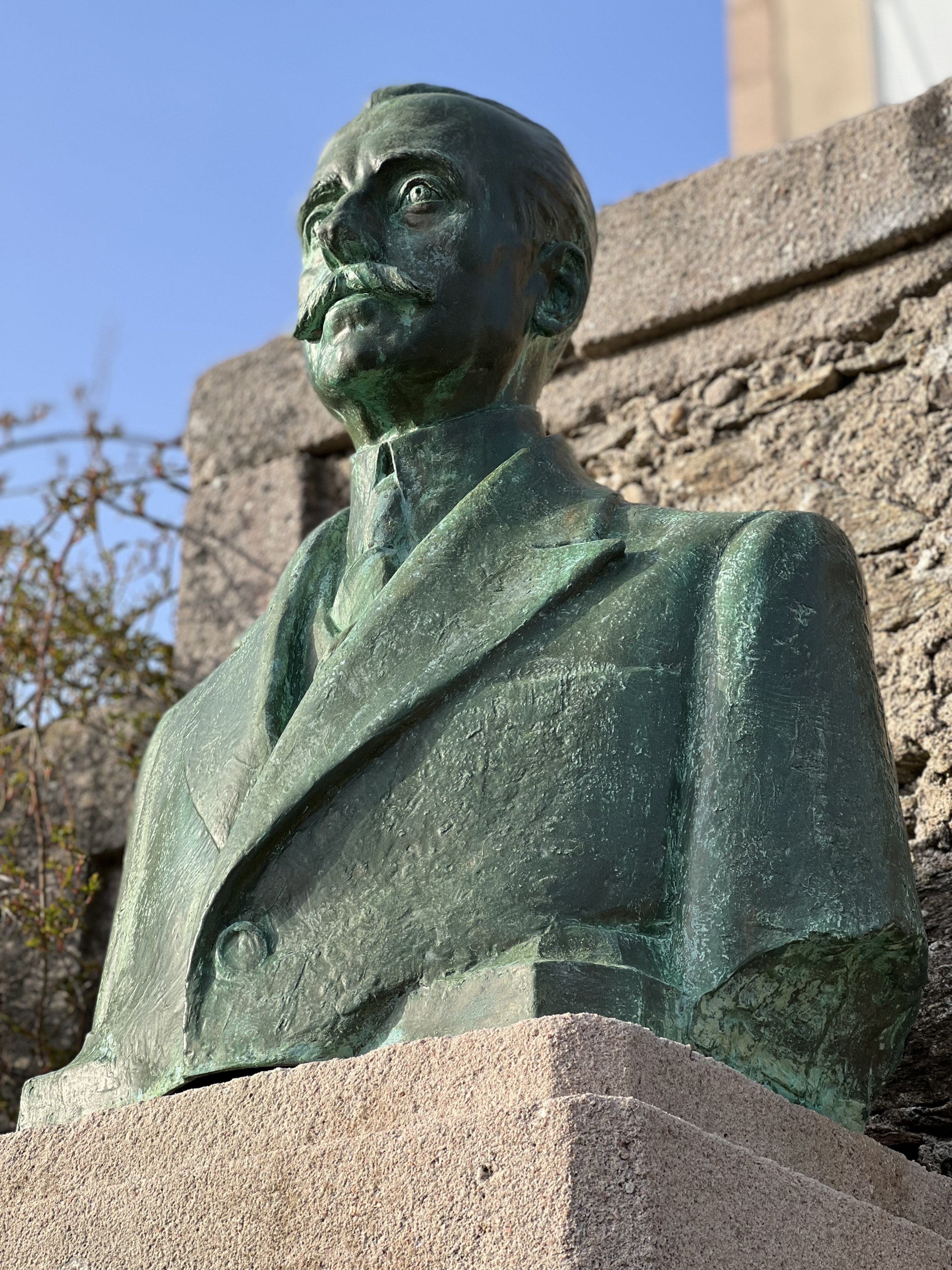
Buste de Renaud de Vézins à Vézins-de-Lévézou.

- Buste à Vézins-de-Lévézou.